# Painted Boats
Painted Boats is een Britse dramafilm uit 1945 onder regie van Charles Crichton.

## Verhaal
De families Smith en Stoner leven op vrachtschepen op de Britse kanalen. Het schip van de Smiths wordt nog door een paard voortgetrokken, terwijl de Stoners al zijn overgeschakeld op een gemotoriseerde boot. Mary Smith en Ted Stoner hebben een relatie. Bij het begin van de Tweede Wereldoorlog gaat Ted in dienst bij het leger.

## Rolverdeling
| Acteur           | Personage      |
| ---------------- | -------------- |
| Jenny Laird      | Mary Smith     |
| Bill Blewitt     | Haar vader     |
| Mary Hallatt     | Haar moeder    |
| Robert Griffiths | Ted Stoner     |
| Madoline Thomas  | Zijn moeder    |
| Grace Arnold     | Zijn zus       |
| Harry Fowler     | Zijn broer Alf |
| Megs Jenkins     | Barmeid        |
| John Owers       | Bill           |
| James McKechnie  | Commentator    |